# Desalinización

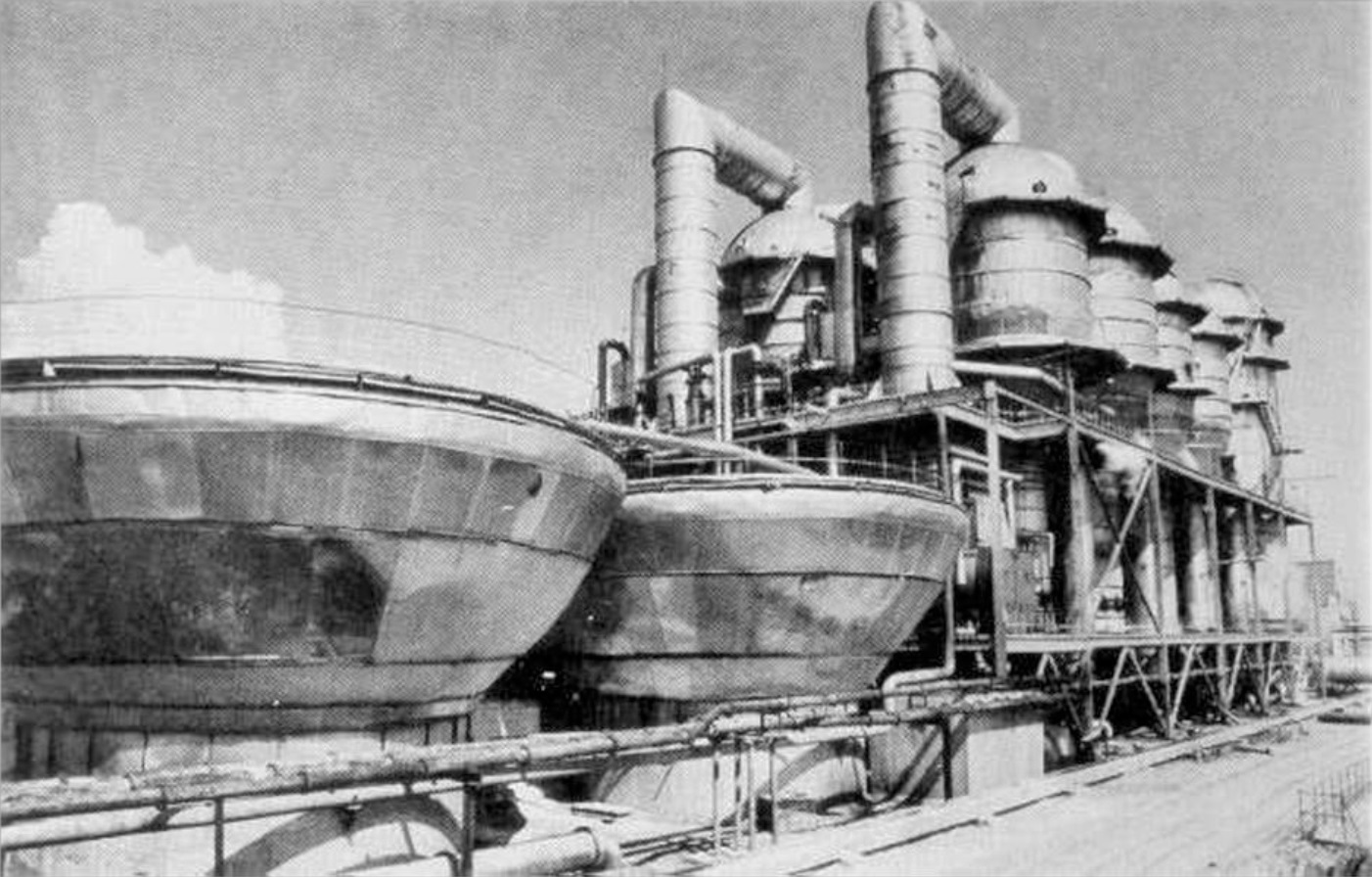
Planta desalinizadora Shevchenko BN350 en la costa del mar Caspio.

La desalinización es un proceso mediante el cual se elimina la sal del agua de mar o salobre. Las plantas desalinizadoras, también conocidas como desaladoras (ver nota terminológica) o IDAM y EDAM (Instalación/Estación Desaladora de Agua Marina), son instalaciones industriales destinadas a la desalinización, generalmente del de mar o de lagos salados, para obtener agua potable.
El agua de mar tiene sales minerales disueltas. Debido a la presencia de estas sales, el agua del mar es salobre y no es potable para el ser humano y su ingestión en grandes cantidades puede llegar a provocar la muerte. El 97,5 % del agua que existe en nuestro planeta es salada y solo una cantidad inferior al 1 % es apta para el consumo humano. Conseguir la potabilización del agua del mar es una de las posibles soluciones a la escasez de agua potable. Mediante la desalinización del agua del mar se obtiene agua dulce apta para el abastecimiento y el regadío. Las plantas desalinizadoras de agua de mar han producido agua potable desde hace muchos años, pero el proceso era muy costoso y hasta hace relativamente poco solo se han utilizado en condiciones extremas. Actualmente existe una producción de más de 99 millones de metros cúbicos diarios de agua desalinizada en todo el mundo, lo que supone el abastecimiento de más de 100 millones de personas.
Se espera que la demanda mundial de agua aumente en los próximos años, esta estará influenciada por el crecimiento de la población y el aumento de la producción industrial. Por esta razón, en el último informe de 2015 en el WWAP se menciona que el mundo enfrentará un 40 % del déficit mundial de agua en 2030 si se toma alguna acción social La investigación de técnicas como las tecnologías de desalinización son soluciones clave para hacer frente a este problema.
A la vez las plantas desalinizadoras también presentan inconvenientes. En el proceso de extracción de la sal se producen residuos salinos y sustancias contaminantes que pueden perjudicar a la flora y la fauna. Además, suponen un gasto elevado de consumo eléctrico. Con el fin de evitarlo, actualmente se están realizando estudios para construir plantas desalinizadoras más competitivas, menos contaminantes y que utilicen fuentes de energía renovables.

## Nota terminológica
El DRAE define la desalinización cómo un término más preciso que desalación, puesto que desalación se define más genéricamente, como el proceso de quitar la sal a cualquier producto, no solo al agua salada. Sin embargo, desalación parece ser bastante común en España. Desalación —y no desalinización— forma parte del nombre Asociación Española de Desalación y Reutilización. El término también ha sido usado en la Universidad Nacional Autónoma de México. Desalinización además de ser un término más preciso, es utilizado ampliamente en América del Sur y entre la comunidad técnica de habla hispana a nivel global.

## Métodos
Se pueden utilizar los siguientes métodos: : 10–546 
- Procesos termales
  - Destilación multietapa (MSF)
  - Destilación multiefecto (MED)
  - Compresión mecánica de vapor (MVC)
  - Destilación solar
- Tecnologías de membranas
  - Electrodiálisis (ED)
  - Micro, nano y ultra filtración
  - Osmosis inversa (RO)

### Procesos termales

#### Destilación multietapa (MSF)
Este método evapora agua de mar por aplicación de una fuente de calor para luego condensarla. Repite la operación varias veces agregando en algunos casos elementos al proceso que ayuden a captar alguna substancia presente en el agua impura que se desee extraer. La fuente de calor se aplica en cada una de las fases.: 10–548 

#### Destilación multiefecto (MED)
Este método se asemeja al anterior, pero la fuente primaria de calor se aplica solo a la primera etapa. Para la siguiente etapa se utiliza el calor del vapor generado en la etapa anterior.

#### Compresión mecánica de vapor (MVR)
Es un proceso de recuperación de energía donde la energía se agrega al vapor de baja presión (generalmente vapor de agua) al comprimirlo. El resultado es un menor volumen de vapor a una temperatura y presión más altas, que se pueden utilizar para realizar un trabajo útil. Típicamente, el vapor comprimido puede usarse para calentar las aguas madres para producir el vapor a baja presión.

#### Destilación solar
Este método utiliza un espacio cerrado y expuesto a la luz solar en cuyo interior el agua se evapora y luego condensa al contacto con la superficie más fría que la separa del exterior. Las gotas son llevadas por un declive hasta reunirlas en un margen del espacio. Su producción es de 1-4 l/día/m².: 10–548 
Desalinización con reactores nucleares
Los reactores nucleares también pueden emplearse en procesos de desalinización, ya sea en configuraciones duales que producen electricidad y calor de proceso, o dedicados únicamente a suministrar energía térmica. Esta tecnología se considera una opción baja en carbono para la producción de agua dulce en regiones con limitaciones hídricas.

### Tecnologías de membranas

#### Electrodiálisis (ED)
La electrodiálisis fue propuesta por primera vez en 1890 por Maigrot y Sabates, quienes construyeron el primer dispositivo para la desalinización de jarabe. Dicho dispositivo usaba carbón como electrodo y papel de permanganato como membrana.
El proceso de electrodiálisis utilizado para la desalinización consiste en hacer pasar agua salada a través de membranas cargadas que atrapan los iones disueltos en el agua salada con el objetivo de extraer y producir agua dulce.
En resumen, cuando se aplica una corriente eléctrica continua, las membranas dejan pasar selectivamente sólo a los iones sodio (Na+) o a los iones de cloruro (Cl-). Esto hace que los iones se muevan y se concentren más a medida que se retienen en dichas membranas, obteniendo así agua dulce. La eficiencia de este proceso depende de varios factores, como la intensidad de la corriente y la permeabilidad de las membranas utilizadas. Por otro lado, el costo del proceso depende de la concentración de sal en el agua, ya que cuantos más iones sea necesario eliminar y según sean sus propiedades electroquímicas, se requiere más energía eléctrica.
En 1954 se construyó la primera planta desalinizadora por electrodiálisis para la empresa Aramco (Arabia Saudí). A partir de este año, se construyeron muchas otras plantas desaladoras que funcionan a partir de esta tecnología.

#### Desalinización por ósmosis inversa (oi)

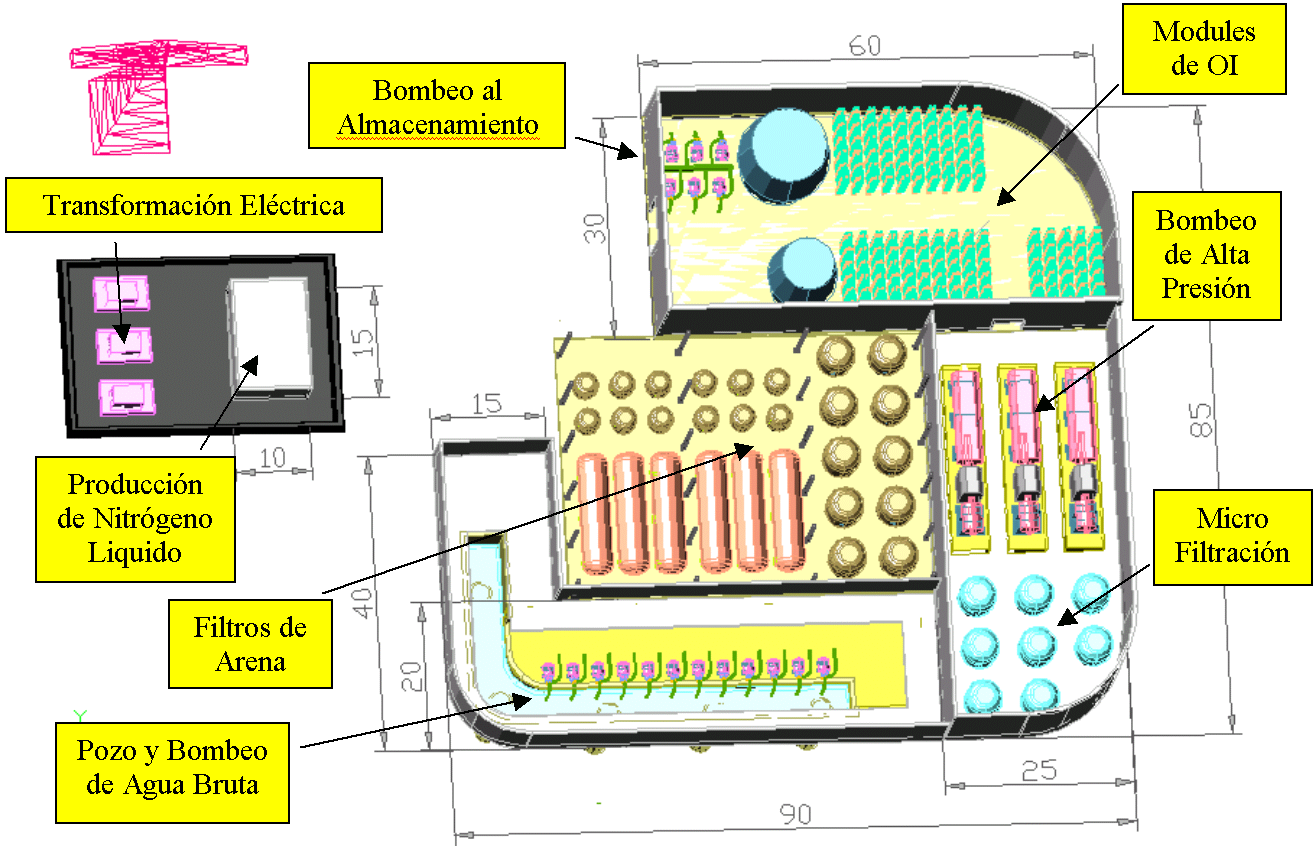
Componentes del diseño de una planta de desalinización por ósmosis inversa.

La Ósmosis inversa (OI) es un proceso en el que se obtiene agua dulce del agua salada. La ósmosis natural es un fenómeno que consiste en que, si hay una membrana semipermeable separando dos soluciones con el mismo disolvente, el disolvente pasa a través de ella, pero no las sales disueltas, desde el lado donde la concentración de sales es más baja hacia la más alta, hasta que a ambos lados de la membrana las soluciones tienen la misma concentración. Este proceso se realiza sin aporte de energía exterior, y se genera mediante la que se llama presión osmótica.
La ósmosis inversa consiste en hacer pasar por la membrana semipermeable el disolvente (en este caso agua) desde el lado donde está la solución más concentrada (el agua de mar, con sales disueltas), hacia el lado contrario, sin que pasen las sales. En este caso se requiere energía, en forma de presión, que será ligeramente superior a la presión osmótica que haría pasar el solvente de baja concentración hacia el lado de la alta concentración. La presión necesaria para conseguir la ósmosis inversa depende de la cantidad de sales disueltas y del grado de desalinización que se quiera obtener. Del empleo de energía en el proceso resulta un aumento de la entropía.
El mar es una fuente virtualmente ilimitada de agua salada. Una planta de ósmosis inversa necesita procesar un volumen de agua de mar de hasta tres veces mayor que la cantidad total de agua desalinizada que se obtendrá al final. Por eso el diseño de los pozos o sistema de captación debe considerar este factor para su capacidad.
Está en fase de investigación (TRL2) el uso de una lámina de grafeno con poros de 1,8 nm para sustituir las membranas en el proceso de ósmosis invertida para la desalinización del agua. Según las investigaciones actuales se obtendrían eficiencias mucho mayores que con las membranas actuales, y se tendrían requerimientos menores de energía. En el estado actual, el inconveniente es el costo de las membranas de grafeno, pero se espera que en el futuro estos costos podrán ser reducidos.

#### Proceso de producción
Generalmente se emplea un gran depósito o balsa que se llena por gravedad al nivel del mar, previo un filtrado grosero. Se transporta el agua de la balsa mediante las bombas de alimentación al sistema de desalinización. A la entrada de las bombas de alimentación llega un suplemento de productos químicos mediante bombas dosificadoras. Así se prepara el agua para pasar cuatro tipos de filtros que retienen partículas mayores de cuatro micras. El paso principal de la producción de agua es la separación del H2O de la mezcla de sales y minerales presente en el agua del mar. Este paso se realiza en la etapa de ósmosis inversa consiguiendo que las sales no atraviesen las membranas de los módulos de OI. Previamente ha de conseguirse las partículas de diatomeas y microalgas no lleguen a las membranas y para eso existen tres pasos previos de filtración por arena antes del último paso de micro filtración usando cartuchos de fibra sintética. El éxito de filtración también depende de la apropiada introducción de coagulantes. De acuerdo con la calidad de filtración se genera el ciclo de cambio de las membranas entre 2 y 5 años. Los dispersantes químicos introducidos antes de la micro filtración previenen la precipitación de minerales dentro de las membranas.
Como todos los aspectos del proceso están automatizados, el trabajo de los operadores es la supervisión y el mantenimiento.

#### Regulación de alta presión y recuperación de energía
La salmuera rechazada es un 55 % del agua bruta (aunque depende de la tecnología de desalinización empleada). Mientras que el 45 % del agua obtenida sale a presión atmosférica, debe asegurarse una contrapresión regulada en el flujo de rechazo. Este flujo de rechazo siempre contiene algo así como el 55 % (100 % - % ganada) de la energía de presión proporcionada por las bombas y es muy conveniente la recuperación de esta energía para obtener un rendimiento mayor. Una parte de la energía recuperada puede volver al mismo ciclo de desalinización y recuperación más de una vez.
Mientras que la planta está en el modo de producción se controla la presión de salida por una válvula de regulación. Se usan convertidores ‘Pressure Exchanger’ y con ellos en el intercambio de presión se puede recuperar hasta el 95 % de la energía del flujo de rechazo directamente por medio de bombeo usando desplazamiento positivo. Esa bomba de recuperación de energía aumenta el flujo de más agua bruta a la entrada de las membranas. La planta usa las unidades 'Pressure Exchanger' cerca de cada grupo de tubos de elementos de ósmosis inversa.

#### Calidad del agua producida
El agua osmotizada o el permeado de los módulos de ósmosis inversa debe ser acondicionada para cumplir con ciertas características de alta calidad, ya que, el agua producida tiene un pH ácido y un bajo contenido de carbonatos, lo que la convierte en un producto altamente corrosivo. Esto exige su preparación antes de su distribución y consumo. El pH se ajusta con carbonato de calcio a un valor de 7,7. Adicionalmente, si así lo requieren las normas municipales para uso del agua potable, se agrega también fluoruro de sodio e hipoclorito.

## Plantas desalinizadoras en España

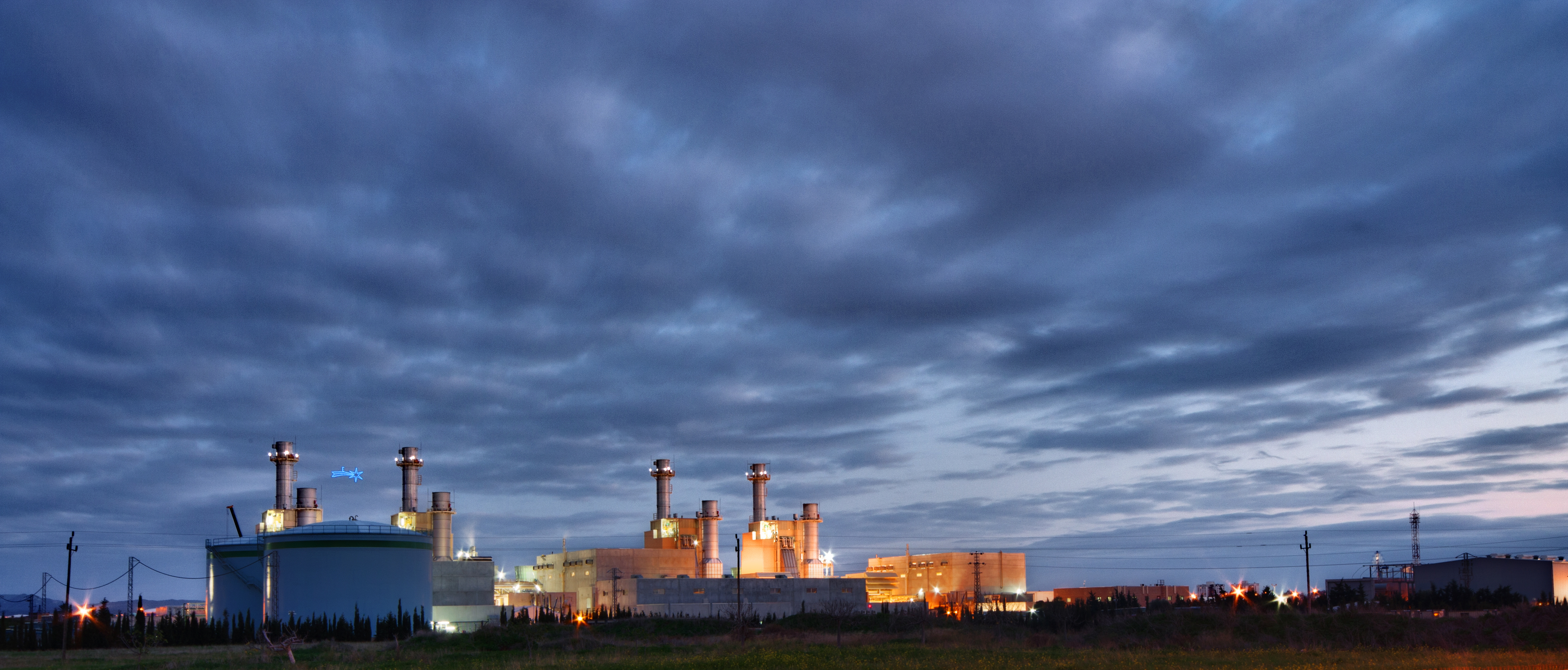
Planta desaladora en Palma de Mallorca

España es el quinto país en número de desalinizadoras del mundo con un total de 900 plantas que tienen una capacidad de 1,45 millones de metros cúbicos al día.
Debido a su función, las desalinizadoras deben instalarse cerca de una fuente de agua, en concreto, del mar. Se dedican a desalinizar agua marina, a una distancia de entre unas pocas decenas de metros a 3 kilómetros. Cuanto más lejos esté de la costa, mayor será la presión necesaria para captar el agua y, por lo tanto, el consumo energético será superior, lo que encarecerá todo el proceso.
La primera desalinizadora de España fue construida en 1965 en Lanzarote con la tecnología de evaporación, a través de la energía solar, que hoy apenas se utiliza, y que ha sido sustituida por la de ósmosis inversa. Este proyecto fue iniciado por un órgano privado para mejorar el estado de la isla y promover el turismo. La planta era capaz de producir unos 2000 metros cúbicos de agua al día. Sin embargo, la planta consumía más de 50 kWh de electricidad por metro cúbico de agua producida, lo que se traduce en que era demasiado costosa y fue por ello por lo que se remplazó su tecnología. El éxito del proyecto fue tal que conllevó a la réplica de iniciativas similares en otras regiones, como Fuerteventura, Gran Canaria y la ciudad de Ceuta.
En Las Palmas de Gran Canaria se construyó la primera desalinizadora de España con el método de ósmosis inversa en 1971.[cita requerida] Actualmente la gestiona Emalsa.[cita requerida] Entre las de construcción más reciente destaca la de El Prat de Llobregat en la muy poblada región metropolitana de Barcelona, afectada por sequías intermitentes y con aguas superficiales de la cuenca del Llobregat relativamente contaminadas.

## Impacto medioambiental
Como toda actividad humana, la desalinización de agua de mar no está exenta de impactos ambientales. No obstante, con la evolución de las tecnologías que la hacen posible y de sus procesos, se ha hecho cada vez más sostenible en términos energéticos y de descarga de residuos. Los retos medioambientales en los diseños de las plantas desalinizadoras se pueden recoger en los siguientes puntos:

#### Ecosistemas marinos
La descarga de salmuera concentrada dificulta la vida de los ecosistemas marinos. La vida marina también está influida por la ingesta de agua de mar para la planta desaladora. Cuando se extrae una gran cantidad de agua del mar, los organismos marinos y las algas son absorbidos por la toma, lo que provoca una perturbación en el ecosistema.

#### Contaminación
La salmuera concentrada no solo está concentrada en sal, sino que también contiene químicos como agentes anti-incrustantes de pre y post-tratamiento. Además, la salmuera descargada de las plantas de destilación térmica sale a una temperatura relativamente alta lo que significa una contaminación térmica que influye en la vida marina de tal manera que solo algunas plantas o animales marinos pueden soportar la alta temperatura cerca de la salida de las plantas de destilación térmica.

#### Energía
El alto consumo de energía se considera el factor más influyente que inhibe el crecimiento de la desalinización del agua de mar. Actualmente, la mayoría de los procesos de desalinización son impulsados por energía obtenida de combustibles fósiles que resulta en emisiones de gases que contaminan el medio ambiente. En el caso de los procesos de desalinización basados en energía solar, se considera un método prometedor para aliviar el impacto ambiental de la desalinización del agua y también proporcionar una fuente sostenible de agua potable.

#### Sal
Actualmente se utilizan muchos métodos para la eliminación de salmuera. La salmuera puede descargarse al mar o al río, a estanques solares o inyectarse en acuíferos salinos profundos. La descarga al mar o al océano es el método menos costoso. Cuando la salmuera se descarga al mar, tiende a hundirse en el fondo. Normalmente, la descarga de salmuera se diluye con agua de mar para reducir su salinidad antes de descargarse al mar. La salmuera se descarga a gran profundidad de agua de mar que normalmente tiene una fuerte corriente. Esto reduce los efectos perjudiciales de la salmuera en la vida marina. Las descargas de salmuera a un estanque solar o la inyección a un acuífero salino profundo es un método más caro. Estos estanques solares y acuíferos salinos suelen estar ubicados lejos de la planta desalinizadora, lo que requiere una tubería larga para su transporte. Este método tiene inconvenientes porque puede aumentar la sal en el suelo y aumenta la salinidad del agua subterránea si no se usa lineal debajo del estanque solar. La utilización de un estanque solar para la eliminación de salmuera conlleva el riesgo de contaminar las aguas subterráneas.

## Historia de la desalinización

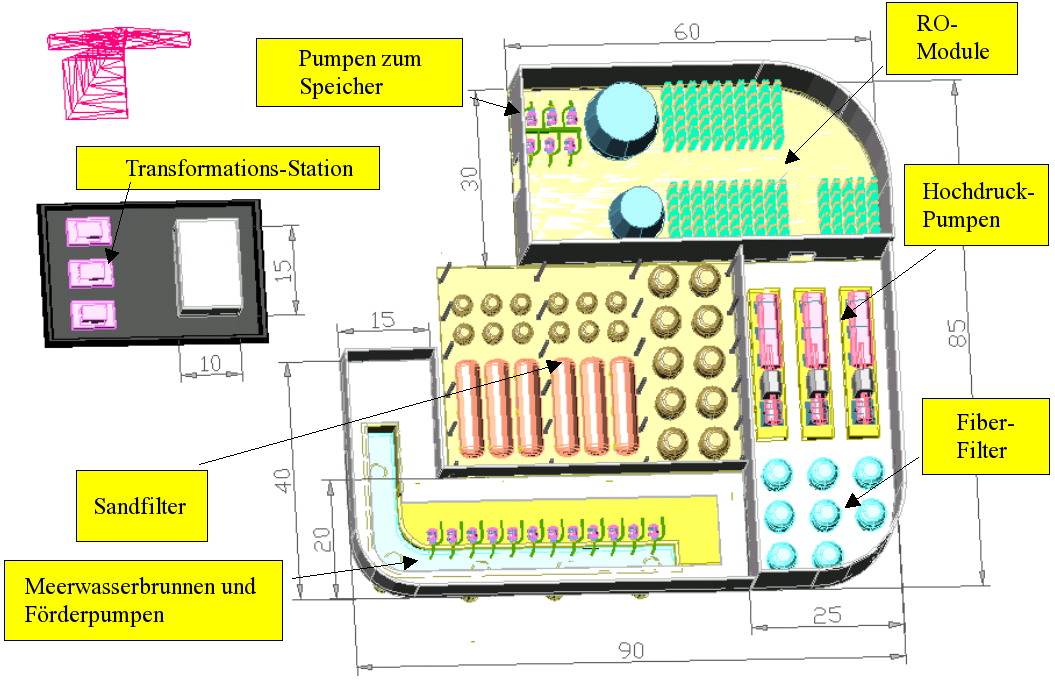
Sistema industrial para osmosis inversa Creado por mi como parte de una tesis de primer semestre; basado en investigaciones en Internet, libros y con la ayuda de un profesor especializado en ello.

El proceso de desalinización tiene una larga historia, la cual comenzó con los primeros intentos del ser humano para beber agua del mar, los cuales se enfrentaron a múltiples dificultades. No está claro cuándo nuestros antepasados empezaron a frustrarse por no poder beber agua de mar y pensaron en purificarla. Sin embargo, algunas de las referencias más antiguas respecto al proceso de desalar agua se encuentran en la Biblia.
La historia de la desalinización se remonta milenios atrás. El filósofo de la Antigua Grecia Aristóteles (384-322 aC) ya describió en su obra Metrológica que "el agua salada, cuando se convierte en vapor se vuelve dulce y el vapor no vuelve a formar agua salada de nuevo cuando condensa" sentando las bases de la desalinización térmica. En esta misma obra también describió que "una fina vasija de cera contendrá agua potable después de estar sumergida por un tiempo suficiente en agua de mar, habiendo actuado ésta como un filtro para las sal" sentando así las bases de la desalinización basada en membranas. Basándose en las observaciones de Aristóteles, en el siglo XV Leonardo da Vinci propuso adaptar un alambique a una cocina de leña para "producir grandes cantidades de agua potable a partir de agua de mar con un coste muy reducido".
En China, el texto clásico "Clásico de las Montañas y los Mares en el Periodo de los Estados Combatientes" (475-221 aC), que es una compilación de mitología y geografía, sugiere que las esteras de bambú que se usaban para cocinar arroz al vapor podían formar una fina capa exterior la cual poseía capacidades de adsorción e intercambio iónico y por tanto, podía adsorber la sal.
Más tarde, Alejandro de Afrodisias (193-217), comentando el libro Meteorología de Aristóteles, describió por primera vez un proceso de destilación que permitía obtener agua dulce a partir del agua salada. Dicho método consistía en suspender grandes esponjas en la boca de una vasija de bronce en cuyo interior se estaba hirviendo agua de mar. El agua evaporada era recogida en dichas esponjas y al condensarse, se descubrió que se trataba de agua dulce.
En el siglo XVII aparecieron las primeras patentes para dispositivos de desalinización térmica. William Walcot propuso una patente en 1675 sobre "el arte de convertir agua corrupta en útil para el uso y el agua de mar en dulce y fresca en grandes cantidades mediante métodos muy baratos y sencillos". Unos años más tarde, en 1683, Robert Fitzgerald (sobrino de Robert Boyle) patentó una invención similar que ocasionó un litigio entre ambos: "una forma de convertir agua salada o salobre en agua dulce, apta para beber, hervir, lavar u otro uso ordinario mediante un cierto ingenio o ingenios no usados anteriormente en nuestros dominios". Ninguna de las dos patentes llegó a ser usada por problemas técnicos en su extensión a gran escala. En 1717, el médico francés Paul Gauthier introdujo una nueva técnica de desalación que utilizaba el alambique.
La primera invención con aplicación a gran escala se remonta a 1852, cuando Alphonse René Le Mire de Normandy presentó una patente sobre "la producción de agua dulce a partir de agua de mar". Gracias a la reciente popularización de los navíos propulsados a vapor, el invento de De Normandy fue un éxito comercial que le llevó a vender más de dos mil de sus invenciones y a fundar una compañía para producirlas El dispositivo de De Normandy también puede considerarse el primero en ser usado exitosamente en tierra a gran escala. En 1861, tres de sus aparatos de desalinización fueron usados por el Ejército de la Unión de Estados Unidos durante meses en Cayo Hueso (Florida) donde les proporcionaron más de 1000 L de agua potable al día En 1872, Carlos Wilson creó la primera planta desalinizadora industrial de Chile por destilación solar, esta era capaz de procesar 22,5 metros cúbicos de agua de mar al día en un área de 4757 metros cuadrados.
La primera planta de desalinización moderna fue construida en 1961 por la Dow Chemical Company en Freeport, Texas. La planta estaba basada en un sistema de destilación multiefecto con 17 efectos (etapas) integradas energéticamente con un solo punto de aporte de calor. La capacidad de producción era de 3800 m3 / día (1 MGD) de agua potable a partir del agua de mar de las proximidades. La presencia de la planta de desalinización en Freeport aumentó considerablemente la seguridad en el acceso al agua de la población y la industria local
La primera planta de desalinización basada en el proceso de la ósmosis inversa se construyó en 1965 en Coalinga, California. Se trataba de una planta piloto con capacidad para producir 19 m3 / día de agua potable a partir del agua salobre disponible en los pozos de la localidad (salinidad 2500 mg / L) y usaba primitivas membranas de acetato de celulosa ideadas por Sidney Loeb en la Universidad de California en Los Ángeles (UCLA). El objetivo de la planta piloto era comprobar si era posible evitar el consumo de agua dulce transportada en tren o camión desde otras localidades. La primitiva desalinización disponible en la época fue finalmente descartada por su alto coste y un canal fue construido para transportar el agua dulce de forma continua hasta la ciudad
El último gran hito en la historia de la desalinización es la construcción de la primera planta de desalinización de agua de mar basada en la tecnología de ósmosis inversa. La planta se construyó en Yeda (Arabia Saudita) en 1976 y usaba el agua del Mar Rojo (salinidad 40 000 mg/L) para producir 12 000 m3/día de agua potable. Las membranas semipermeables empleadas en la planta eran mucho más sofisticadas que la empleadas en Coalinga y se basaban en un material compuesto formado por una fina capa de poliamida enrollada en espiral muy similar a las empleadas hoy en día. Sus membranas le permitían trabajar entre 60 y 70 bar de presión (según el grado de ensuciamiento) con una recuperación media del 30 % en agua potable